# Тоннельные крысы

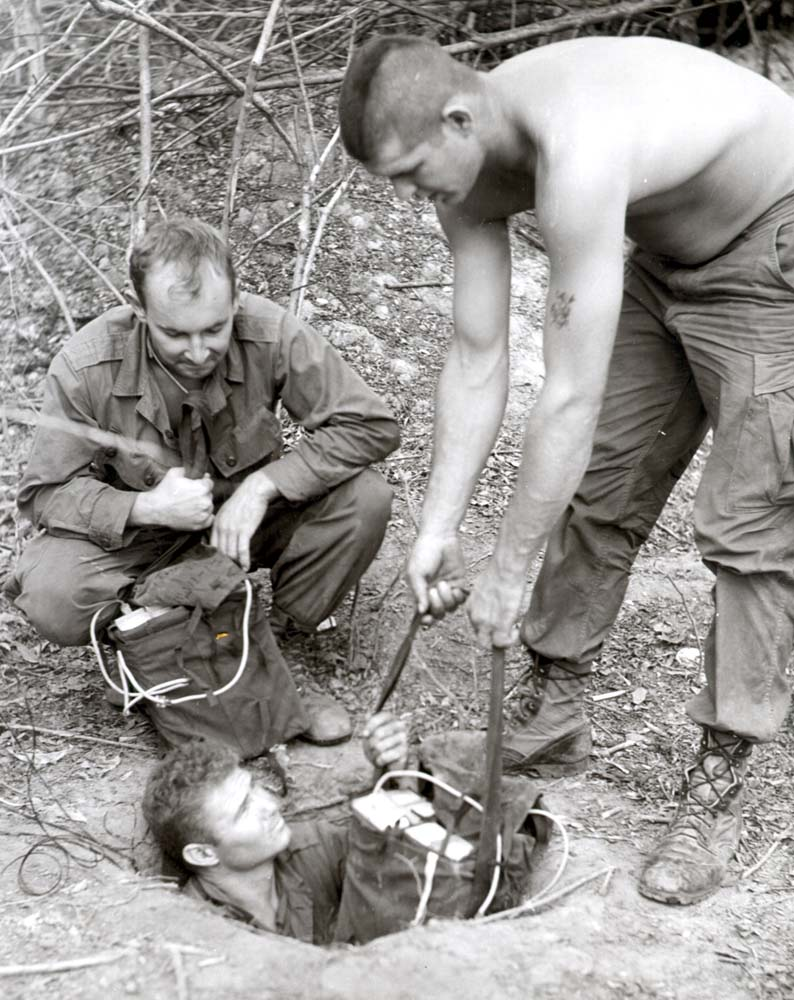
Группа «туннельных крыс» в действии

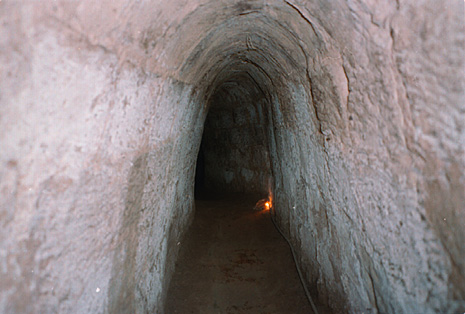
Внутри тоннеля Кути

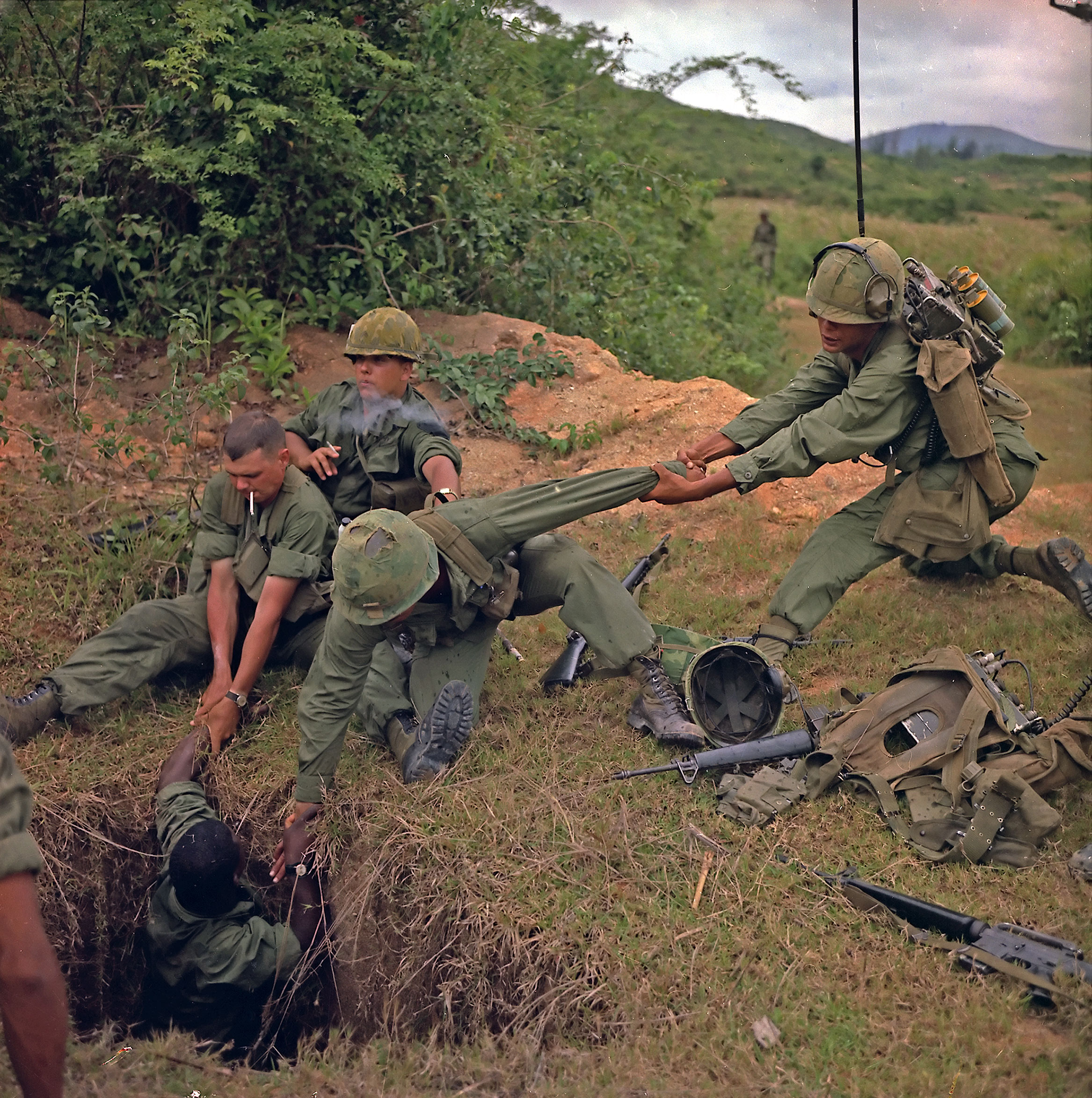
Спуск под землю. Операция Oregon, провинция Куангнгай, апрель 1967

«Туннельные крысы» (англ. Tunnel Rats) — неофициальное название подразделений в вооружённых силах США, Австралии и Новой Зеландии во время Вьетнамской войны, созданных специально для действий в подземных туннелях, вырытых вьетнамскими партизанами.

## История
Во время войны НФОЮВ и северовьетнамская армия использовали большие системы подземных туннелей, состоявшие из нескольких уровней и разделённые на комнаты с узкими коридорами между ними. Для уничтожения этих туннелей командование американской армии решило создать специальные отряды. Первое подразделение «туннельных крыс» было сформировано в 1966 году на основе 25-й пехотной дивизии (США), сразу после операции «Crimp», проводившейся в районе Железного треугольника. В дальнейшем такие подразделения были созданы во всех американских дивизиях в Южном Вьетнаме, а также в подразделениях Австралии и Новой Зеландии. В них набирались добровольцы низкого роста, тощие и с крепкой нервной системой. Задачей «туннельных крыс» было проникновение в обнаруженные подземные туннели противника, поиск там важных документов и размещения взрывных зарядов для подрыва туннелей. Обычно «крысы» были экипированы пистолетом (Кольт M1911, хотя предпочтительнее были револьверы, например QSPR) и фонариком, иногда — портативной радиостанцией, противогазом.
Специальность «туннельных крыс» считалась чрезвычайно опасной. Помимо самого противника угрозу представляли многочисленные ловушки, устроенные в специальных тупиковых коридорах туннелей. Иногда партизаны для защиты туннельных комплексов применяли животных (скорпионов, змей). Пребывание в туннелях было тяжёлой нагрузкой на психику, многие солдаты не выдерживали длительного нахождения под землёй и страдали из-за приступов клаустрофобии. Все это приводило к огромным потерям среди "туннельных крыс".

## В других войнах
Во время войны в Афганистане в 1980-х годах Советская Армия столкнулась с подземными тоннелями-кяризами, которые использовались моджахедами для перемещения и укрытия. В 40-й армии CCCP были свои «тоннельные крысы», перед которым ставились задачи по выдавливанию противника из тоннелей, а также нейтрализации мин-ловушек

## След в культуре
- В фильме «Форрест Гамп» герой Тома Хэнкса в одном из эпизодов выполняет роль «туннельной крысы».
- В фильме «Взвод» сержант Элиас пробирается во вражеский бункер по подземному туннелю с пистолетом в руках — образ, полностью соответствующий образу «туннельной крысы».
- Сюжеты, связанные с действиями в подземных туннелях, присутствуют в ряде компьютерных игр на тему Вьетнамской войны (Vietcong, Conflict: Vietnam, Men of Valor, Call of Duty: Black Ops, Tunnel Rats, ShellShock 2: Blood Trails).
- Фильм «Тоннельные крысы 1968» (2008).
- Келвин Декстер, главный герой романа Фредерика Форсайта «Мститель» (2006) — бывшая «туннельная крыса».
- Персонаж 2-го сезона сериала «Фарго» индеец Хэнзи Дент служил во Вьетнаме в подразделении «туннельных крыс».
- Детектив Гарри Босх, главный герой романов Майкла Коннелли, служил в подразделении «туннельных крыс». В романах детально описываются операции «крыс» и их психологическое состояние.
- Девиз «туннельных крыс» Non Gratum Anus Rodentum («не стоит крысиного зада») упоминается в романе Марка Данилевского «Дом листьев»[7].